# (48424) Souchay
(48424) Souchay (1988 XW4) – planetoida z pasa głównego asteroid okrążająca Słońce w ciągu 4,88 lat w średniej odległości 2,88 j.a. Odkryta 5 grudnia 1988 roku.